# Lambert Jakisch
Lambert Jakisch OSB (* 4. Oktober 1887 in Halbstadt; † 7. Juli 1943 in Braunau) war ein deutscher römisch-katholischer Geistlicher, Benediktiner und Märtyrer.

## Leben
Josef Jakisch wuchs in der Nähe des Benediktinerklosters Stift Braunau (nordöstlich Königgrätz) in Böhmen auf, das zusammen mit dem Kloster Stift Breunau in Prag ein Doppelkloster bildete. Er trat in das Kloster ein und erhielt den Ordensnamen Lambert. Am 5. Oktober 1909 legte er in Prag die Profess ab, und am 6. Juli 1913 wurde er dort zum Priester geweiht.
Als 1939 die beiden Stifte Breunau (Prag) und Braunau getrennt wurden, ging Pater Lambert zusammen mit den meisten deutschen Mönchen in das sudetendeutsche Braunau. Als Pfarradministrator in Märzdorf wurde er im April 1942 wegen „staatsabträglicher Predigtäußerungen“ denunziert und für vier Monate in Haft genommen. Er wurde freigesprochen, starb aber Mitte 1943 an den Folgen der Haft.

## Gedenken
Die deutsche Römisch-katholische Kirche hat Lambert Jakisch als Märtyrer aus der Zeit des Nationalsozialismus in das deutsche Martyrologium des 20. Jahrhunderts aufgenommen.
Die Benediktiner der Abtei zum heiligen Wenzel zu Braunau in Rohr pflegen sein Andenken.